# برادران رایت

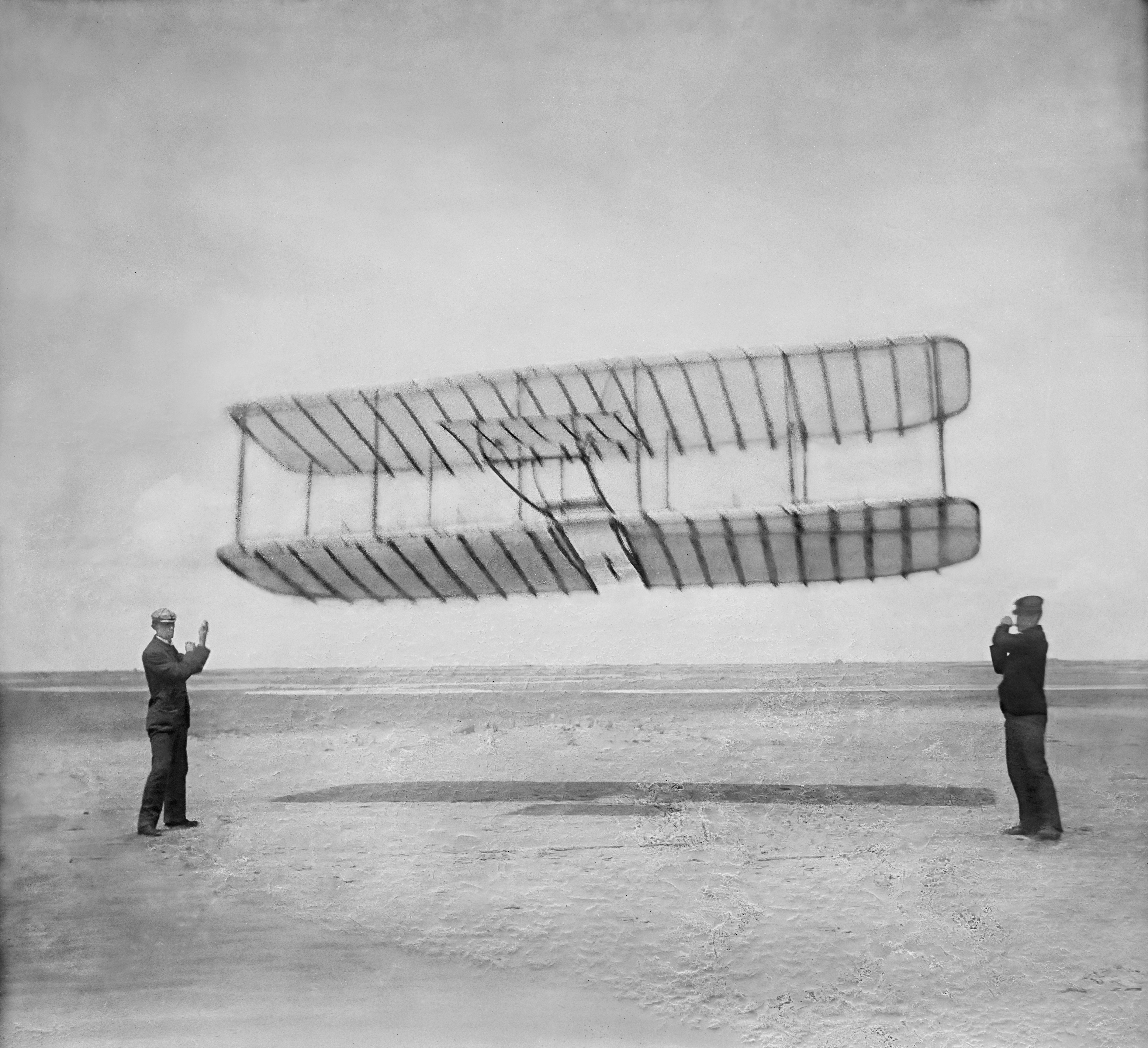

برادران رایت (به انگلیسی: Wright brothers) اُرویل (Orville) متولد ۱۹ اوت ۱۸۷۱ - درگذشته در ۳۰ ژانویه ۱۹۴۸ و ویلبر رایت (Wilbur) متولد ۱۶ آوریل ۱۸۶۷ - درگذشته در ۳۰ می ۱۹۱۲ (میلادی) دو برادر اهل آمریکا بودند که به خاطر اختراع اولین هواپیمای قابل کنترل موتوردار و سنگین‌تر از هوا در تاریخ ۱۷ دسامبر ۱۹۰۳ (میلادی) مشهور شدند.
آنها سال‌ها بر روی گلایدرها و وسایل نقلیه مشابه قبل از نخستین پروازشان کار می‌کردند. آن‌ها همچنین بخاطر ابداع اولین روش منطقی برای هدایت هواپیما شهرت دارند.
در سال‌های ۱۹۰۴–۱۹۰۵، برادران رایت ماشین پرنده خود را برای انجام پروازهای طولانی‌تر و آیرودینامیک‌تر با پرنده رایت ۲ توسعه دادند و به دنبال آن اولین هواپیمای واقعاً عملی با بال ثابت، پرنده رایت ۳ ساخته شد. پیشرفت این برادران ایجاد یک سیستم کنترل سه محوره بود که خلبان را قادر می‌ساخت تا هواپیما را به‌طور مؤثر هدایت کند و تعادل آن را حفظ کند. این روش برای همه نوع هواپیماهای بال ثابت استاندارد باقی ماند. از ابتدای کار هوانوردی، ویلبر و اورویل بر توسعه یک روش قابل اعتماد برای کنترل خلبان به عنوان کلید حل «مشکل پرواز» تمرکز کردند. این رویکرد به‌طور قابل توجهی با سایر آزمایشگران آن زمان که تأکید بیشتری بر توسعه موتورهای قدرتمند داشتند، متفاوت بود. رایت‌ها با استفاده از یک تونل باد کوچک خانگی، داده‌های دقیق تری را از قبل جمع‌آوری کردند که آنها را قادر ساخت بال‌ها و ملخ‌های کارآمدتری طراحی کنند. اولبن اختراع آنان ماشین پرنده نبود، بلکه یک سیستم کنترل آیرودینامیکی است که سطوح ماشین پرنده را کنترل کند.
برادران مهارت‌های مکانیکی ضروری برای موفقیت خود را با سال‌ها کار در مغازه خود در دیتون اوهایو با ماشین‌های چاپ، دوچرخه، موتور و سایر ماشین آلات به دست آوردند. کار آنها با الهام از دوچرخه،  بر باور آنها تأثیر گذاشت که یک وسیله نقلیه ناپایدار مانند ماشین پرنده را می‌توان با تمرین کنترل و متعادل کرد. همچنین مهارت‌های خود را به عنوان خلبان توسعه دادند. کارمند فروشگاه آنها چارلز تیلور، بخش مهمی از تیم شد و اولین موتور هواپیمای خود را با همکاری نزدیک با برادران ساخت.
وضعیت برادران رایت به عنوان مخترعان هواپیما مورد ادعای متقابل طرفین مختلف قرار گرفته‌است. بحث و جدل‌های زیادی بر سر بسیاری از ادعاهای رقیب هوانوردان اولیه وجود دارد. ادوارد روچ، مورخ پارک تاریخی ملی میراث هوانوردی دیتون، استدلال می‌کند که آنها مهندسان خودآموخته‌ای بودند که می‌توانستند یک شرکت کوچک را اداره کنند، اما مهارت‌ها یا خلق و خوی تجاری برای تسلط بر صنعت هوانوردی رو به رشد را نداشتند.

## اختراعات
۱- پرنده رایت ۱
۲- پرنده رایت ۲
۳- پرنده رایت ۳

## زندگی
اورویل در ۱۸۷۱ به دنیا آمد و چهار سال از برادرش ویلبر کوچکتر بود. آن‌ها فرزند سوم و ششم خانواده‌ای با هفت فرزند بودند. آن‌ها ابتدا به دوچرخه فروشی و دوچرخه‌سازی روی آوردند. پس ازاینکه خبری در روزنامه مبنی بر مرگ یک گلایدر سوار خواندند ترغیب گشتند تا اطلاعاتی در این زمینه کسب کنند. در ۱۸۹۹ (میلادی) گلایدر مدل و در تابستان ۱۹۰۱ (میلادی) اولین گلایدر واقعی آن‌ها برای آزمایش آماده شد. آن‌ها مکان کیتیهک را برای این پروژه انتخاب کردند. اما پرواز آن چندان موفقیت‌آمیز نبود. گلایدر بعدی آن‌ها قناری نام گرفت. سپس مطالعات بیشتر روی این موضوع انجام دادند و دریافتند که مشکلات محاسباتی باعث عدم موفقیت آن‌ها می‌شود. سرانجام آن‌ها توانستند در ۱۷ دسامبر ۱۹۰۳ اولین هواپیمای خود را چهار بار به پرواز درآورند.
برادران هرگز ازدواج نکردند. سایر خواهران و برادران رایت عبارتند از: روچلین (۱۸۶۱–۱۹۲۰)، لورین (۱۸۶۲–۱۹۳۹)، کاترین (۱۸۷۴–۱۹۲۹)، و دوقلوهای اوتیس و آیدا (متولد ۱۸۷۰، در دوران نوزادی درگذشت). اصل و نسب مستقیم پدری به ساموئل رایت (متولد ۱۶۰۶ در اسکس، انگلستان) برمی گردد که با کشتی به آمریکا رفت و در سال ۱۶۳۶ در ماساچوست ساکن شد.
هیچ‌یک از فرزندان رایت نام میانی نداشتند. در عوض، پدرشان تلاش زیادی کرد تا نام‌های کوچک متمایز را برای آنها بگذارد. ویلبر به‌خاطر ویلبر فیسک و ارویل برای ارویل دیویی نامگذاری شد، هر دو روحانی که میلتون رایت آنها را تحسین می‌کرد. آنها برای دوستانشان «ویل» و «اورو» بودند و در دیتون، همسایگانشان آنها را صرفاً به عنوان «بچه‌های اسقف» یا «پسران اسقف» می‌شناختند.
به دلیل موقعیت پدرشان به عنوان اسقف در کلیسای برادران متحد مسیحی، او اغلب سفر می‌کرد و رایت‌ها اغلب نقل مکان می‌کردند - دوازده بار تا اینکه سرانجام در سال ۱۸۸۴ برای همیشه به دیتون بازگشتند. در مدرسه ابتدایی، اورویل به شرارت سپرده شد و یک بار هم به این شهر رفت. اخراج شد. در سال ۱۸۷۸، زمانی که خانواده در سدار راپیدز، آیووا زندگی می‌کردند، پدرشان یک هلیکوپتر اسباب بازی برای دو پسر کوچکترش به خانه آورد. این دستگاه بر اساس اختراع پیشگام هوانوردی فرانسوی آلفونس پنو ساخته شده‌است. ساخته شده از کاغذ، بامبو و چوب پنبه با نوار لاستیکی برای چرخاندن روتور آن، حدود ۱ فوت (۳۰ سانتی‌متر) طول داشت. ویلبر و ارویل با آن بازی کردند تا زمانی که شکست، و سپس خود را ساختند. در سال‌های بعد، آنها به تجربه خود با اسباب‌بازی به عنوان جرقه علاقه خود به پرواز اشاره کردند.
اورویل رایت در سال ۱۹۳۳ برنده مدال فرانکلین شد.

## شغل اولیه و تحقیق
هر دو برادر در دبیرستان تحصیل کردند، اما دیپلم نگرفتند. نقل مکان ناگهانی خانواده در سال ۱۸۸۴ از ریچموند، ایندیانا، به دیتون، اوهایو، جایی که خانواده در طول دهه ۱۸۷۰ در آن زندگی می‌کردند، باعث شد ویلبر نتواند دیپلم خود را پس از پایان چهار سال دبیرستان دریافت کند. این دیپلم پس از مرگ ویلبر در ۱۶ آوریل ۱۹۹۴، که تولد ۱۲۷ سالگی او بود، اعطا شد.
در اواخر سال ۱۸۸۵ یا اوایل سال ۱۸۸۶ ویلبر در حین انجام یک بازی اسکیت روی یخ با دوستانش توسط یک چوب هاکی به صورتش اصابت کرد و در نتیجه دندان‌های جلویش را از دست داد. او تا آن زمان سرسخت و ورزشکار بود، و اگرچه جراحاتش به شدت شدید به نظر نمی‌رسید، منزوی شد. او قصد داشت در دانشگاه ییل شرکت کند. در عوض، او چند سال بعد را عمدتاً در خانه سپری کرد. در این مدت او از مادرش که به بیماری سل مبتلا بود مراقبت می‌کرد، در کتابخانه پدرش به‌طور گسترده مطالعه می‌کرد و ماهرانه به پدرش در زمان‌های بحث و جدل در کلیسای برادران کمک می‌کرد. جاه طلبی.
اورویل پس از سال دوم دبیرستان را رها کرد و در سال ۱۸۸۹ یک تجارت چاپ را راه‌اندازی کرد و با کمک ویلبر چاپخانه خود را طراحی و ساخت. ویلبر به چاپخانه پیوست و برادران در ماه مارس هفته نامه ای به نام وست ساید نیوز راه‌اندازی کردند. شماره‌های بعدی اورویل را به‌عنوان ناشر و ویلبر را به‌عنوان ویراستار در دکل فهرست کردند. در آوریل ۱۸۹۰ آنها این روزنامه را به یک روزنامه روزانه به نام «آیتم عصر» تبدیل کردند، اما تنها چهار ماه دوام آورد. سپس بر چاپ تجاری متمرکز شدند. یکی از مشتریان آنها دوست و همکلاسی اورویل، پل لورنس دانبار بود که به عنوان یک شاعر و نویسنده آفریقایی-آمریکایی پیشگام به شهرت بین‌المللی رسید. رایتها برای مدت کوتاهی روزنامهٔ هفتگی دیتون تاتلر را که دانبار ویرایش می‌کرد، چاپ کردند.
برادران با سرمایه‌گذاری بر شوق ملی دوچرخه (که با اختراع دوچرخه ایمنی و مزایای قابل توجه آن نسبت به طرح پنی فرتینگ تحریک شد)، در دسامبر ۱۸۹۲ یک مغازه تعمیر و فروش را افتتاح کردند (بورس چرخه رایت، بعداً شرکت چرخه رایت) و در سال ۱۸۹۶ شروع به تولید نام تجاری خود کردند. آنها از این تلاش برای تأمین مالی علاقه فزاینده خود به پرواز استفاده کردند. در اوایل یا اواسط دهه ۱۸۹۰ آنها مقالات روزنامه یا مجلات و احتمالاً عکس‌هایی از سر خوردن‌های دراماتیک اتو لیلینتال در آلمان را دیدند.
سال ۱۸۹۶ سه رویداد مهم هوانوردی را به همراه داشت. در ماه مه، ساموئل لنگلی، دبیر مؤسسه اسمیتسونیان، با موفقیت یک هواپیمای مدل بال ثابت بدون سرنشین با نیروی بخار را به پرواز درآورد. در اواسط سال، مهندس شیکاگو و مقام هوانوردی Octave Chanute چندین مرد را گرد هم آورد که انواع مختلفی از گلایدرها را بر فراز تپه‌های شنی در امتداد ساحل دریاچه میشیگان آزمایش کردند. در ماه اوت، لیلینتال در سقوط گلایدر خود کشته شد. این وقایع در ذهن برادران جای گرفت، به ویژه مرگ لیلینتال. برادران رایت بعداً از مرگ او به عنوان نقطه ای یاد کردند که علاقه جدی آنها به تحقیقات پرواز آغاز شد.
ویلبر گفت، «لیلینتال بدون شک بزرگترین پیش سازها بود، و جهان بدهی بزرگی به او دارد.» در ماه مه ۱۸۹۹ ویلبر نامه ای نوشت به مؤسسه اسمیتسونیان و درخواست اطلاعات و انتشارات در مورد هوانوردی کرد. آنها با تکیه بر کارهای سر جورج کیلی، چانوت، لیلینتال، لئوناردو داوینچی و لنگلی، آزمایشات مکانیکی هوانوردی خود را در آن سال آغاز کردند.
برادران رایت همیشه تصویری یکپارچه را به مردم ارائه می‌کردند و به‌طور مساوی در اعتبار اختراع خود سهیم بودند. زندگی‌نامه نویسان خاطرنشان می‌کنند که ویلبر در سال‌های ۱۸۹۹–۱۹۰۰ ابتکار عمل را به دست گرفت و قبل از اینکه اورویل عمیقاً درگیر شود وقتی که اولین شخص مفرد به جمع «ما» و «ما» تبدیل شد، ابتکار عمل را به دست گرفت. نویسنده جیمز توبین اظهار می‌دارد: "غیرممکن است که اورویل را تصور کنیم، چنان‌که او درخشان بود، نیروی محرکه ای که کار آنها را شروع کرد و آن را از اتاق پشتی یک فروشگاه در اوهایو به کنفرانس‌هایی با سرمایه داران، رؤسای جمهور و پادشاهان رساند. او از اول تا آخر رهبر بود».